# Зеленина капли
Зеленина капли — лекарственное средство, состоящее из настоек майского ландыша, валерианы и белладонны с ментолом. Применяют главным образом при неврозах сердца. Предложены врачом-клиницистом В. Ф. Зелениным

## Фармакологическое действие
Комбинированный препарат растительного происхождения. Белладонны лист оказывает м-холиноблокирующее и спазмолитическое действие. Препятствует стимулирующему действию ацетилхолина; уменьшает секрецию слюнных, желудочных, бронхиальных, слёзных, потовых желез, поджелудочной железы. Снижает тонус мышц желудочно-кишечного тракта, желчных протоков и желчного пузыря; вызывает тахикардию, улучшает AV проводимость. Расширяет зрачки, затрудняет отток внутриглазной жидкости, повышает внутриглазное давление, вызывает паралич аккомодации. Настойка ландыша оказывает кардиотоническое действие. Валерианы корневище с корнями обладает седативным и спазмолитическим действием. Облегчает наступление естественного сна. Седативный эффект наступает медленно, но достаточно стабилен. Оказывает желчегонное действие, увеличивает секрецию слизистой оболочки желудочно-кишечного тракта, замедляет сердечный ритм, расширяет коронарные сосуды. Действие на деятельность миокарда опосредовано через нейрорегуляторные механизмы и прямое влияние на автоматизм и проводящую систему сердца. Ментол — местнораздражающее средство, оказывает венотонизирующее, анальгезирующее, рефлекторное коронародилатирующее и антиангинальное действие.

## Показания
Вегетососудистая дистония, спазм органов желудочно-кишечного тракта, почечная и печеночная колики, снижение аппетита, гипо- и анацидный гастрит; хронический холецистит; дискинезия желчевыводящих путей; повышенная возбудимость.

## Противопоказания
Гиперчувствительность, закрытоугольная глаукома, гипертрофия предстательной железы с нарушением оттока мочи, гиперацидный гастрит, язвенная болезнь желудка и 12-перстной кишки, возраст до 12 лет.

## Побочные действия
Аллергические реакции; изжога, гастралгия, сонливость, парез аккомодации, мидриаз; тошнота, рвота, диарея, аритмии, миастения, головная боль.

## Способ применения и дозы
Внутрь, по 20—25 капель 3 раза в день.

## Особые указания
В период лечения необходимо соблюдать осторожность при вождении автотранспорта и занятии др. потенциально опасными видами деятельности, требующими повышенной концентрации внимания, быстроты психомоторных реакций и хорошего зрения.